# جسر مترو كييف
جسر مترو (بالأوكرانية: Мист Метро) هو أول جسر مترو في مرتفع بروفارسكي ويمتد عبر نهر دنيبر في كييف، عاصمة أوكرانيا. صممه جورجي فوكس ويو. إنوسوف وشُيد في 1965 مع توسيع شبكة مترو كييف. يُستخدم الجسر لكل من خط سفياتوشينسكو-بروفارسكا ولحركة مرور السيارات.

## نظرة عامة
يتألف من جسرين حيث يربط بين جزيرة فينيسيانسكي والضفتين اليمنى واليسرى. يتكون الامتداد الأكبر من امتداد مترو مركزي مرتفع وامتدادات جانبية للسيارات على ساحات منفصلة ومنخفضة. يتميز كل من مساري المترو والسيارات بمخطط مقوس مميز. وذلك لأن خط المترو يستمر حتى تلة الضفة اليمنى مع محطة دنيبر.
أما الامتداد الأصغر الذي يسمى جسر روسانيفسكي، والذي يربط جزيرة فينيتسيانسكي بالضفة اليسرى، فهو عبارة عن ساحة أكثر تقليدية مع مسارين مروريين شماليين ومسار مترو جنوبي.

## الحوادث
وقع حادث إرهابي عند الجسر بتاريخ 18 سبتمبر 2019. عندما هدد أحد محاربي الحرب الروسية الأوكرانية بتفجير الجسر. وتوقفت حركة المرور عبر الجسر لبضع ساعات، مما تسبب في ازدحام مروري واسع النطاق في جميع أنحاء المدينة، قبل إلقاء القبض على الرجل. والذي لم يكن بحوزته أي مادة متفجرة، بل مجرد بندقية أطلق بها النار على مُسيرة للشرطة.

## معرض الصور

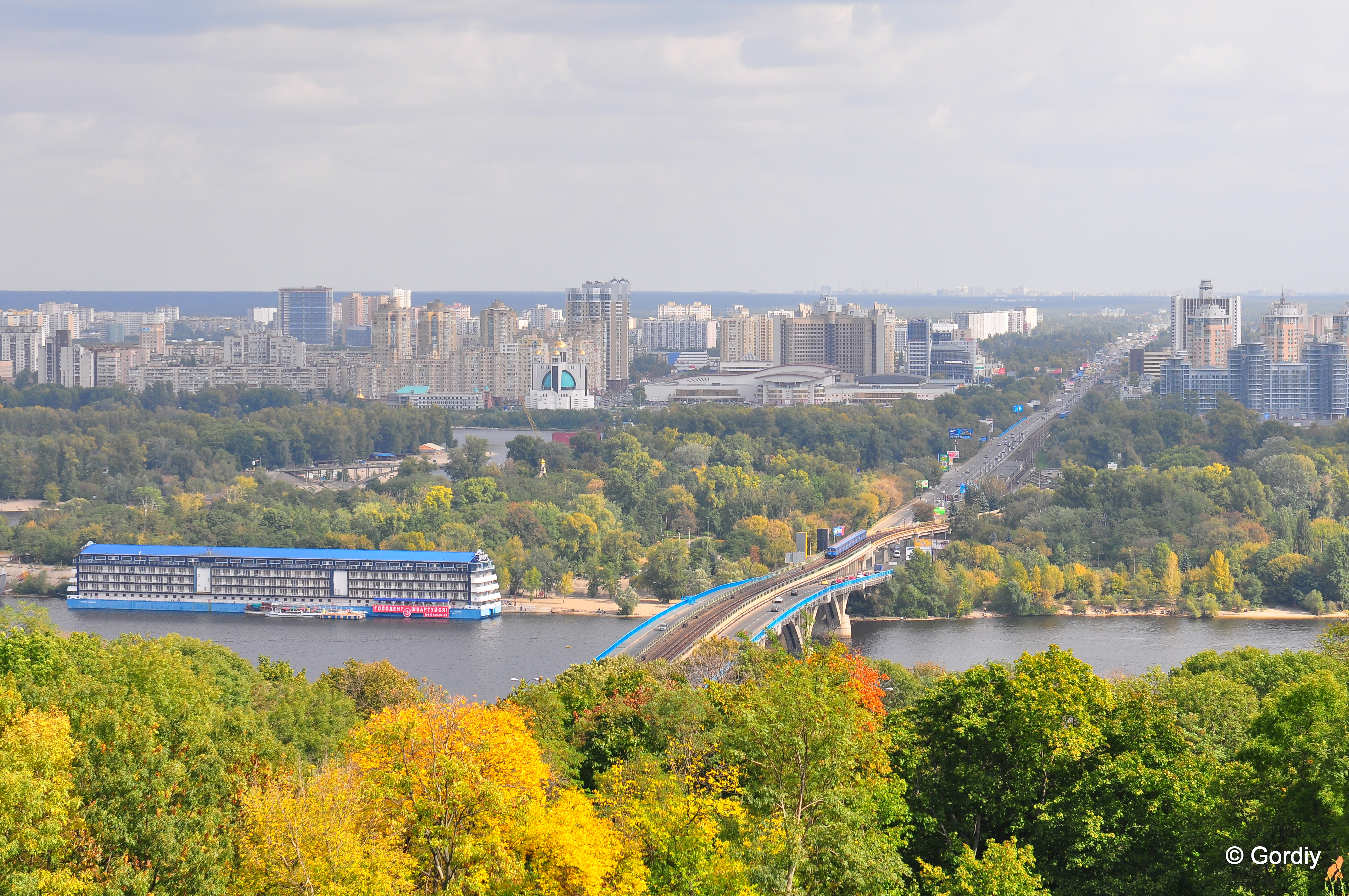
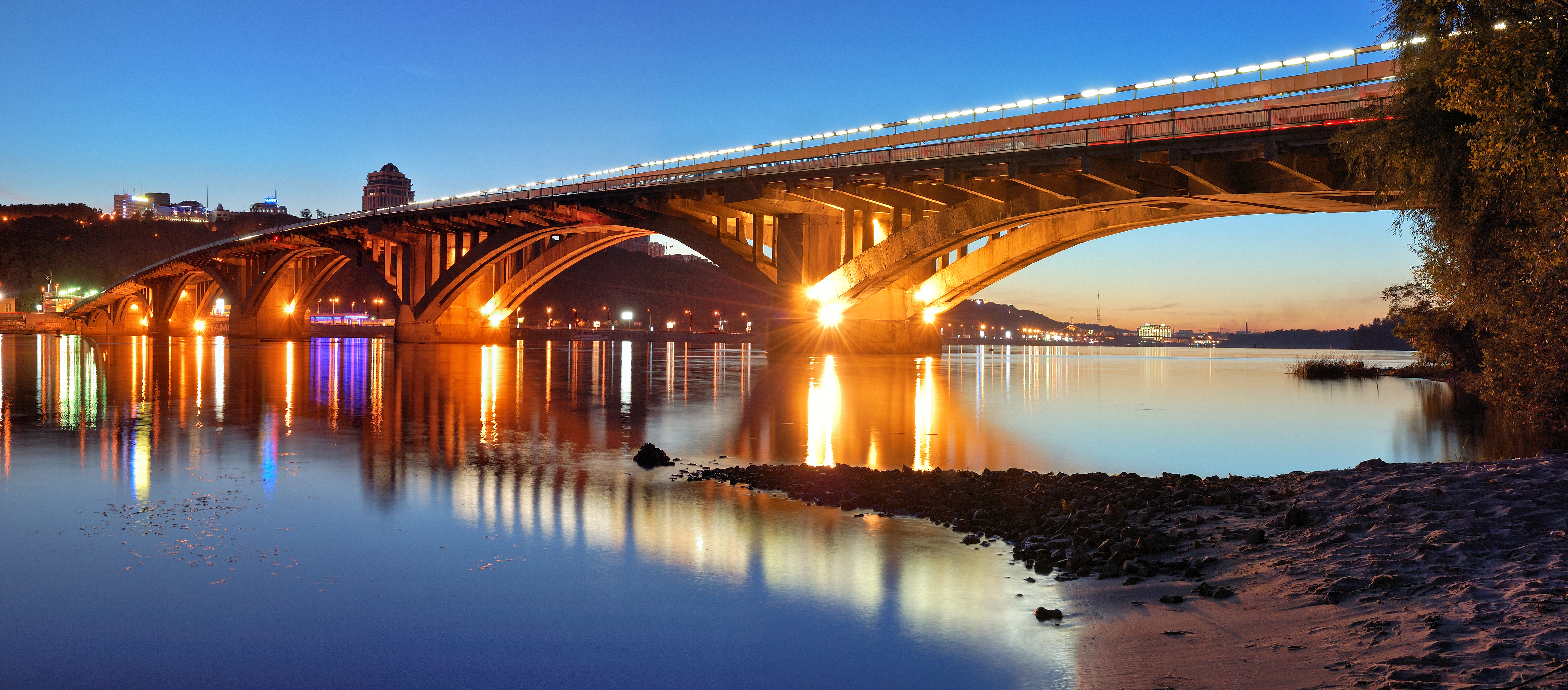
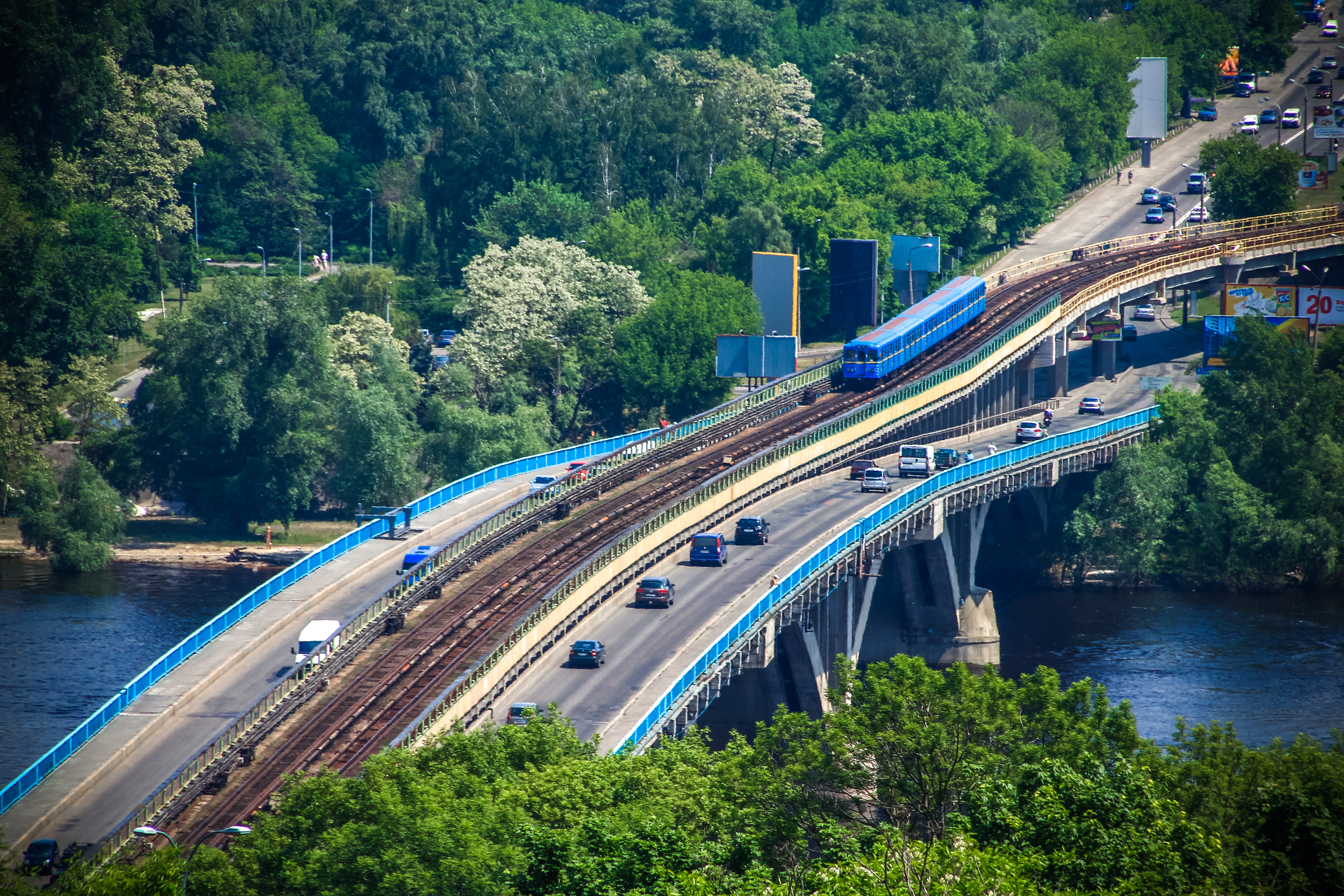
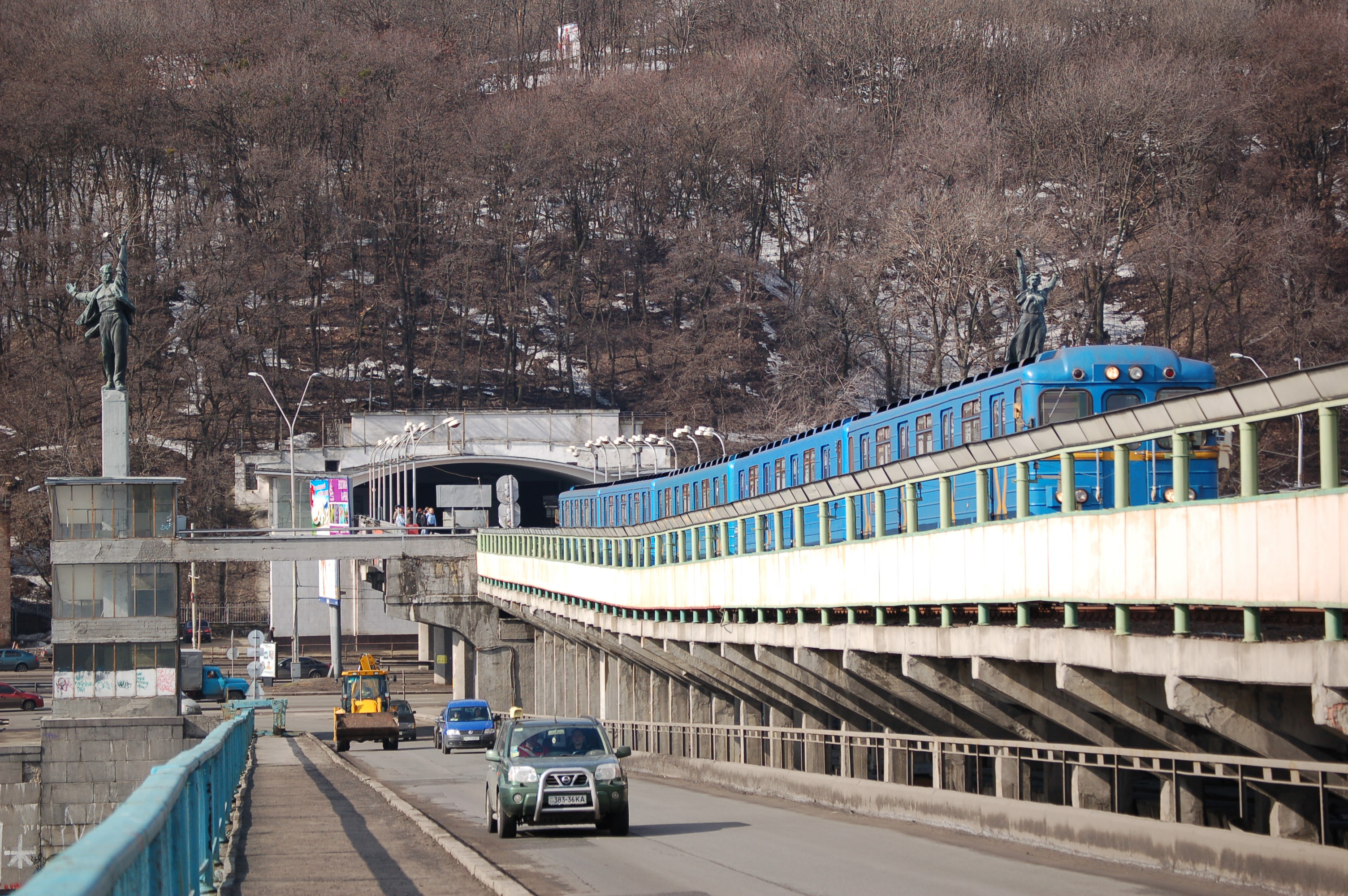
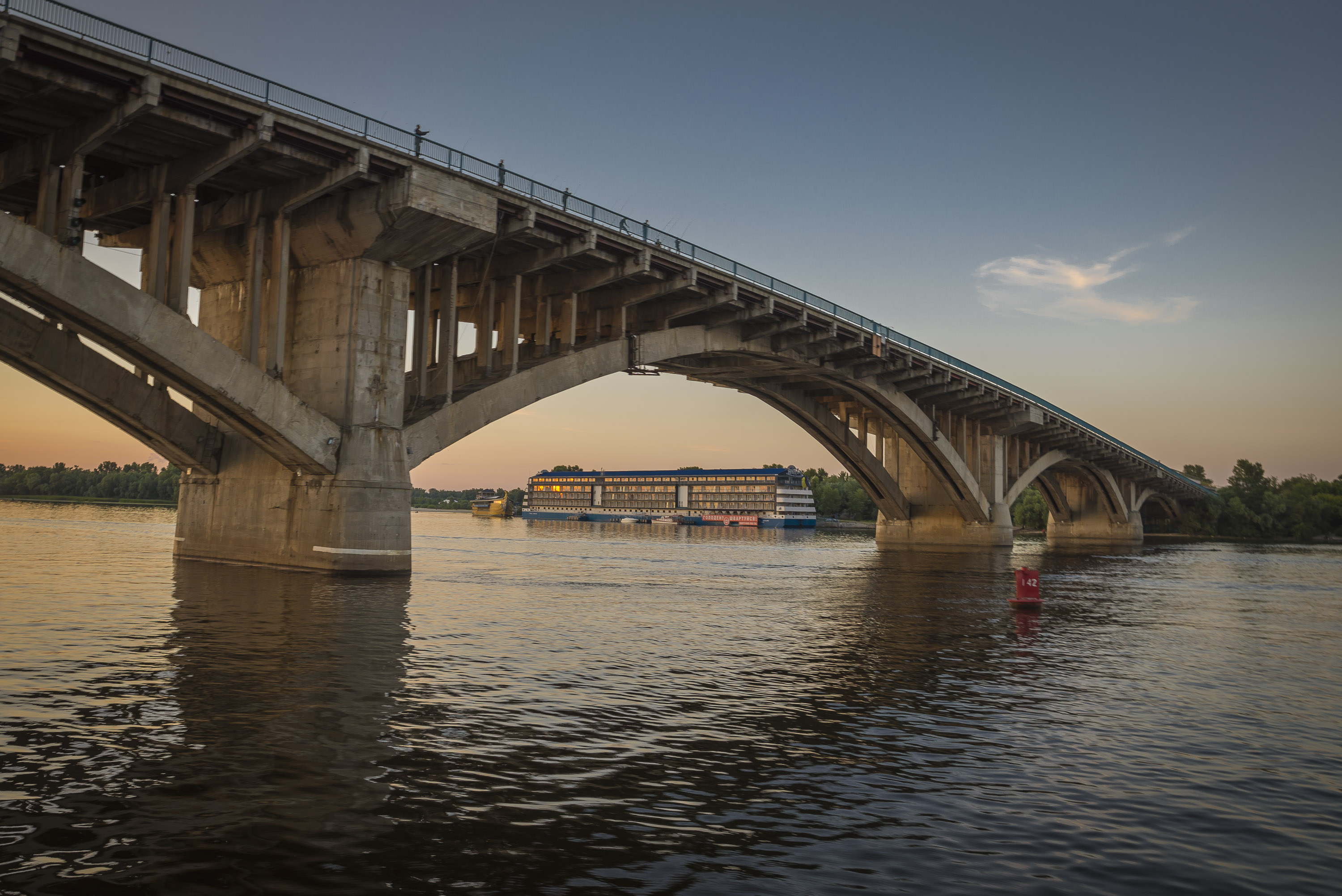
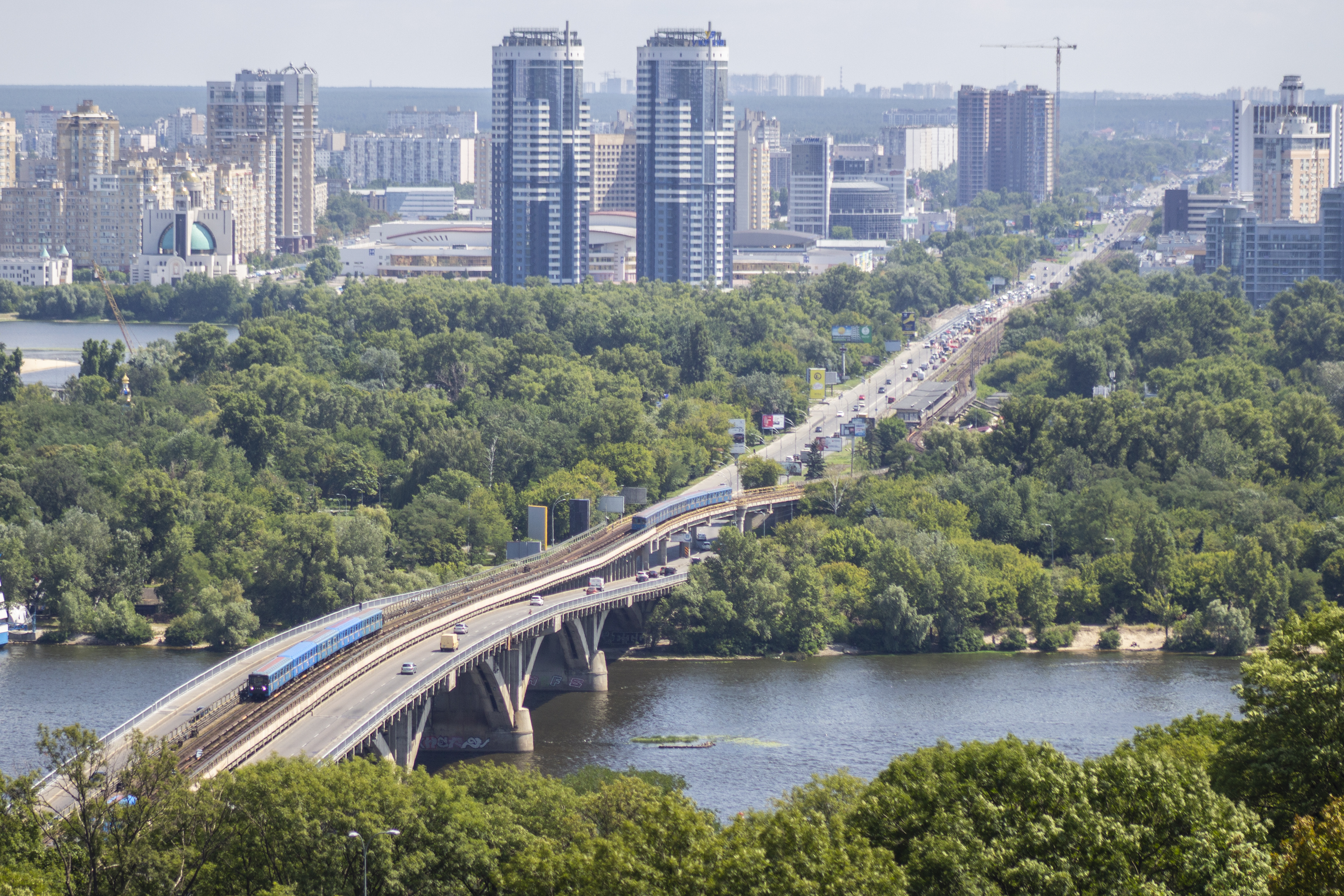
منظر من الضفة الغربية لنهر دنيبر